# De la surface de Dieu
Pour les articles homonymes, voir Surface.

Le Scutum Fidei, bouclier ou écusson de la foi, symbole traditionnel de la Trinité dans le christianisme occidental.

De la surface de Dieu est le titre du dernier chapitre des Gestes et opinions du docteur Faustroll, pataphysicien (livre VIII « ÉtHernité », chapitre XLI). Ce calcul est certainement inspiré[réf. nécessaire] des formules de François Rabelais, dans Le Tiers livre, chapitre XIII et Le Cinquième livre, chapitre XLVII : « Cette sphère intellectuelle dont le centre est partout et dont la circonférence est nulle part, que nous appelons Dieu ». Par la suite, Boris Vian et René Daumal ont également fait des recherches sur le sujet.
De son côté, Alfred Jarry prend la précaution d'avertir que « Dieu est par définition inétendu, mais [qu'il] nous est permis, pour la clarté de notre énoncé, de lui supposer un nombre quelconque, plus grand que zéro, de dimensions ». Cependant que dans son Mémoire concernant le calcul numérique de Dieu par des méthodes simples et fausses, Boris Vian partant du postulat que Dieu=D+i+e+u, conclut entre autres solutions possibles, que Dieu = 0.
Certains commentateurs[Lesquels ?] considèrent qu'il faut faire attention de ne pas appréhender ces équations avec un point de vue de mathématicien classique, mais de le considérer comme une suite pataphysique. Georges Petitfaux, qui fut provéditeur général du Collège de 'pataphysique, dit que ce calcul « est, du point de vue mathématique, très désinvolte »[réf. souhaitée].
Le postulat est aussi de calculer une surface plane, à partir du triangle, représentation symbolique traditionnelle de Dieu. Cependant, pour Faustroll, la trinité divine est davantage contenue dans les trois hauteurs du triangle que dans ses côtés ou sommets.
Dieu est donc supposé sous la figure de trois segments égaux, de longueur a et issues d'un même point.

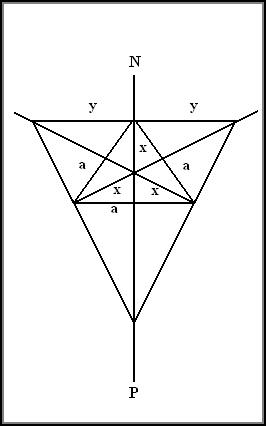
Représentation graphique utilisée par le docteur Faustroll pour calculer la surface de Dieu.

« Soit x la médiane prolongement d'une des Personnes a, 2y le côté du triangle auquel elle est perpendiculaire, N et P les prolongements de la droite (a+x) dans les deux sens à l'infini.
Nous avons :
{\displaystyle x=\infty -N-a-P}
Or
{\displaystyle N=\infty -0}
et
{\displaystyle P=0\,}.
D'où
{\displaystyle x=\infty -(\infty -0)-a-0=\infty -\infty +0-a-0=-a}
D'autre part, un triangle rectangle aux côtés a, x et y donne
{\displaystyle a^{2}=x^{2}+y^{2}\,}.
Il vient, en substituant à x sa valeur (-a)
{\displaystyle a^{2}=(-a)^{2}+y^{2}=a^{2}+y^{2}\,}
D'où
{\displaystyle y^{2}=a^{2}-a^{2}=0\,}
et
{\displaystyle y={\sqrt {0}}}
Donc la surface du triangle équilatéral qui a pour bissectrice de ses angles les trois droites a sera
{\displaystyle S=y(x+a)={\sqrt {0}}(-a+a)}
{\displaystyle S=0{\sqrt {0}}} »
Alfred Jarry, Gestes et opinions du Docteur Faustroll, pataphysicien, livre VIII «ÉtHernité », chapitre XLI.
Faustroll affirme qu'à première vue du radical {\displaystyle {\sqrt {0}}}, la « surface » calculée est « une ligne » au plus, et constate que « la base [du] triangle coïncide avec son sommet ». Et de conclure que a est une droite qui joint 0 à {\displaystyle \infty }. Autrement dit : « Dieu est le plus court chemin de 0 à {\displaystyle \infty }, dans un sens ou dans l'autre ».
Mais, Dieu étant inétendu n'est pas une ligne, et dans l'identité {\displaystyle \infty -0-a+a+0=\infty } la longueur a n'est pas une ligne mais un point. La conclusion du calcul de la surface de Dieu sera donc, conformément à la formule du Docteur Faustroll : « Dieu est le point tangent de zéro et de l'infini. ».